# Rolling Papers
Rolling Papers je debitantski studijski album američkog repera Wiza Khalife, objavljen 29. ožujka 2011. godine. Album je objavljen preko diskografskih kuća Atlantic Records i Rostrum Records, te sadrži četiri singla "Black and Yellow", "Roll Up", "On My Level" i "No Sleep". Gosti na albumu su Too Short, Currensy i Chevy Woods.
Album je na top ljestvici Billboard 200 debitirao na poziciji broj dva. U prvom tjednu u Sjedinjenim Američkim Državama prodan je u 197.000 primjeraka. Album je zaradio zlatnu certifikaciju i do danas je prodan u 780.000 primjeraka u Sjedinjenim Američkim Državama.

## Popis pjesama
| Br. | Skladba                                    | Tekstopisac                            | Producent                | Trajanje |
| --- | ------------------------------------------ | -------------------------------------- | ------------------------ | -------- |
| 1.  | »When I'm Gone«                            | Cameron Thomaz, Eric Dan, Jeremy Nell  | E. Dan, Big Jerm         | 4:09     |
| 2.  | »On My Level« (featuring Too Short)        | Thomaz, Todd Shaw, James Scheffer      | Jim Jonsin               | 4:32     |
| 3.  | »Black and Yellow«                         | Thomaz, Mikkel Eriksen, Tor Hermansen  | Stargate                 | 3:37     |
| 4.  | »Roll Up«                                  | Thomaz, Eriksen, Hermansen             | Stargate                 | 3:47     |
| 5.  | »Hopes & Dreams«                           | Thomaz, Brandon Carrier                | Brandon Carrier          | 3:59     |
| 6.  | »Wake Up«                                  | Thomaz, Eriksen, Hermansen             | Stargate                 | 3:46     |
| 7.  | »The Race«                                 | Thomaz, Dan, Nell                      | E. Dan, Big Jerm         | 5:35     |
| 8.  | »Star of the Show« (featuring Chevy Woods) | Thomaz, Dan, Kevin Woods               | E. Dan                   | 4:46     |
| 9.  | »No Sleep«                                 | Thomaz, Benjamin Levin                 | Benny Blanco             | 3:12     |
| 10. | »Get Your Shit«                            | Thomaz, Dan                            | E. Dan                   | 4:36     |
| 11. | »Top Floor«                                | Thomaz, Andrew Wansel, Warren Felder   | Andrew "Pop" Wansel, Oak | 3:42     |
| 12. | »Fly Solo«                                 | Thomaz, Dan                            | E. Dan                   | 3:20     |
| 13. | »Rooftops« (featuring Currensy)            | Thomaz, Shante Franklin, Brandon Green | Bei Maejor               | 4:21     |
| 14. | »Cameras«                                  | Thomaz, Dan                            | E. Dan                   | 4:29     |

| 15. | »Middle of You« (featuring Chevy Woods, Nikkiya & MDMA) | Thomaz, Nikkiya Brooks, William Washington, Jason Boyd, Woods | WillPower | 4:16 |
| 16. | »Stoned«                                                | Thomaz, Eriksen, Hermansen                                    | Stargate  | 3:31 |

| 17. | »Taylor Gang« (featuring Chevy Woods) | Thomaz, Lexus Lewis, Woods | Lex Luger | 5:35 |

## Impresum

### Glazbenici
- Andrew Luftman – gitara

### Produkcija
| - Darren Ankenman – fotografija - Chris Athens – mastering - Benny Blanco – inženjer, gitara, instrumentacija, producent, programiranje - Amanda Berkowitz – A&R - Big Jerm – inženjer, producent, vokal - Tim Blacksmith – izvršni producent - Christopher Bodie – ilustracije - Greg Gigendad Burke – dizajn - Brandon Carrier – kompozitor, producent - E. Dan – inženjer, producent - Eric Dan – kompozitor - Danny D – izvršni producent - Sarah Demarco – koordinator projekta - Zvi Edelman – A&R - Tor Erik – instrumentacija - M.S. Eriksen – kompozitor - Mikkel S. Eriksen – inženjer, instrumentacija - Warren "Oak" Felder – kompozitor - Shante Franklin – kompozitor - Lanre Gaba – A&R - Chris Gehringer – mastering - Serban Ghenea – mixing - Brandon Greene – kompozitor - Benjy Grinberg – izvršni producent | - John Hanes – miksanje - T.E. Hermansen – kompozitor - Tor Erik Hermansen – instrumentacija - Matt Huber – asistent, inženjer - Jim Jonsin – klavijature, producent, programiranje - Benjamin Levin – kompozitor - Jeremy "J Boogs" Levin – koordinator produkcije - Damien Lewis – inženjer asistent - Bei Maejor – producent - Robert Marks – inženjer, miksanje - Danny Morris – kompozitor, klavijature - Don Murray – inženjer - Tim Roberts – inženjer asistent - Nick Romei – menađžer - James Scheffer – kompozitor - Todd Shaw – kompozitor - Stargate – producent - Phil Tan – miksanje - Cameron Thomaz – kompozitor - Miles Walker – inženjer - Andrew Wansel – kompozitor - Pop Wansel – producent - Jason Wilkie – asistent |

## Top ljestvice i certifikacije
| Top ljestvica (2011.)  | Završna pozicija |
| ---------------------- | ---------------- |
| Canadian Albums Chart  | 6                |
| Dutch Albums Chart     | 49               |
| French Albums Chart    | 60               |
| Norwegian Albums Chart | 35               |
| Swiss Albums Chart     | 68               |
| UK Albums Chart        | 47               |
| UK R&B Albums Chart    | 7                |
| SAD Billboard 200      | 2                |
| SAD R&B/Hip Hop Albums | 1                |
| SAD Rap Albums         | 1                |

| Država                     | Provider | Certifikacija |
| -------------------------- | -------- | ------------- |
| Sjedinjene Američke Države | RIAA     | zlatna        |

| Top ljestvica (2011.) | Pozicija |
| --------------------- | -------- |
| SAD Billboard 200     | 38       |

## Vanjske poveznice
- Rolling Papers na Allmusicu
- Rolling Papers na Discogsu